# تنسج ليفي
في الطب، التنسج الليفي أو تكون النسيج الليفي هو نمو نسيج ليفي أو ضام. ويسمى أيضا تَفاعُلُ التَّرَبُّط للتشديد على أنه ناتج عن أذية.  تكون النسيج الليفي قد يحصل حول التنشؤ، مسببا تليفا كثيفاً حول الورم، أو الندبة (الالتصاقات) داخل المعدة بعد العمليات الجراحية في المعدة.
تكون النسيج الليفي عادة ما يكون مرتبطا بأورام سرطانية، حيث يقوم بإثارة تكون ليفي بالتعدي على الأنسجة السليمة. عادة ما تملك السَرَطانَات القَنَوِيَّة الغازية في الثدي منظرا صلداً، نجمياً بسبب تكون النسيج الليفي.

## المصطلحات
كلمة Desmoplasia (تكون النسيج الليفي) نشأت من اللغة الإغريقية δεσμός desmos, «عقدة», «رابطة» وπλάσις plasis, «تكوين». عادة ما تستخدم لوصف أورام الخلايا المستديرة الصلدة.
التَنَشُّؤ هو مصطلح طبي يطلق على كل من الأورام الحميدة والخبيثة (السرطانية)، ويستخدم كمصطلح عام مشيرا إلى نمو خلوي/نسيجي، غير طبيعي، ومفرط، وغير منتظم، ومستقل.

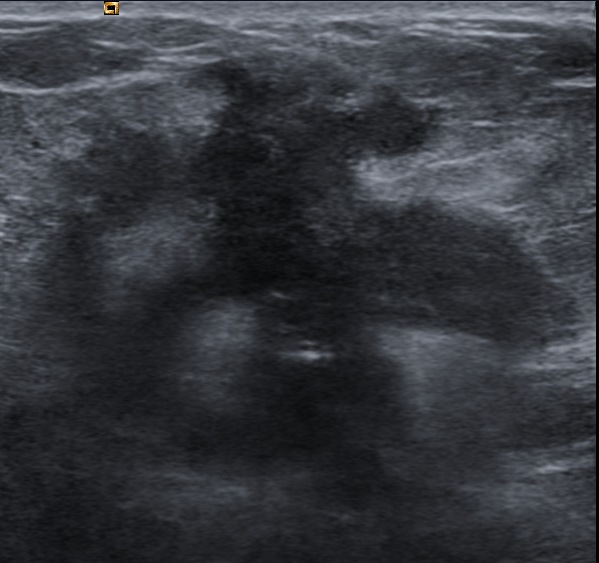
تَفاعُلُ تَّرَبُّط في في سرطان الثدي.

تكون النسيج الليفي يشير إلى نمو من النسيج الضام الكثيف أو السدى. هذا النمو يتميز بانخفاض خلوي  بمظهر زجاجي أو بسدى متصلب وارتشاح أوعية دموية غير منتظم. ويدعى هذا النمو بالاستجابة الصلدة (تكون نسيج ليفي) ويحدث نتيجة إصابة أو تكون ورم. هذه الاستجابة ترتبط مع تكون أورام خبيثة غير جلدية، ومع الأورام الحميدة والخبيثة إذا كانت مرتبطة مع أمراض جلدية.
يشير التغاير (عدم التجانس) في الخلايا السرطانية وخلايا السدى بالإضافة إلى التعقيد في النسيج الضام المجاور إلى أنَّ فهم السرطان عن طريق التحليل الجيني للخلايا السرطانية ليس كافياً. فتحليل الخلايا مع النسيج السدوي المجاور قد يعطي بيانات أكثر شمولا وذات معنی.

### بُنْيَة الأَنْسِجَة الطَّبيعية والاسْتِجَابَة للجَرْح
يتضمن النسيج الطبيعي من خَلاَيا مَتْنِيَّة وخَلَايَا سَدَوِيَة.  تعتبر الخَلاَيا المَتْنِيَّة الوحدات الوظيفية للعضو، بينما تعطي الخَلَايَا السَدَوِيَة هيكل العضو وتفرز النسيج خارج الخلية كنسيج ضام داعم. توجد في الأنسجة الظهارية الطبيعية، والخلايا الظهارية، أو الخلايا المتنية للظهارة، خلايا بدرجة عالية من التنظيم، تدعى الخلايا القُطْبِيَّة. تكون هذه الخلايا مفصولة عن الخلايا السدوية بغشاء قاعدي يمنع هذه الخلايا من الاختلاط. بالعادة، يظهر خليط من أنواع هذه الخلايا عند الجرح، كالجرح على الجلد مثلا. تعتبر النقيلة مثالاً على حالة مرضية يحدث فيها ثُغْرَة في حاجز الغشاء القاعدي.

## تكون النسيج الليفي والسرطان
يبدأ السرطان كخلايا تمنو بشكل خارج عن السيطرة، وعادة ما ينتج عن تغير داخلي أو طفرات مكونة للورم داخل الخلية. يتطور السرطان وينمو أثناء حصول تغيرات ديناميكية في البِيْئَةٌ المِكْرَوِيَّة. يكون التفاعل السدوي في السرطان مشابها للتفاعل السدوي الناتج عن إصابة أو التئام جرح: فيزداد إنتاج وإفراز النسيج خارج الخلية وعوامل النمو، وبالتالي يؤدي إلى نمو النسيج. بعبارة أخرى، الجسم يتفاعل مع السرطان بشكل مشابه للجرح، فيؤدي إلى تكوين نَسيج مشابه للنَسيج النَدْبِيّ حول الورم. كذلك، يلعب السدى المحيط دوراً مهما في تطور السرطان. فالتفاعل بين خلايا السرطان والسدى السرطاني المحيط ثنائى الاتجاه، والدعم الخلوي المشترك يسمح بتقدم نمو الورم الخبيث. 

### عَوَامِل نُمُوِّ  التَوَعِّي (تَكَوُّنُ الأَوعِيَة)، الهِجْرَة، التَدَرُّك، التَكاثُر
يحتوي السدى على مكونات النسيج خارج الخلية على سبيل المثال، البروتيوغليكان، والغليكوز أمينوغليكان فهما ذوا شحنة شديدة السالبية، ويرجع ذلك بشكل كبير إلى المناطق المكبرته، وعوامل النمو والسايتوكاينات المرتبطة، التي تمثل مُسْتَودَع لهذه السايتوكاينات. تقوم الخلايا السرطانية داخل الورم بإفراز إنزيمات محللة، مثل ميتالوبروتياز المادة الخلالية فبمجرد تفكيكها وتفعيلها، تقوم بتحليل النسيج، مفرزة عوامل النمو التي بدورها ترسل إشارة لنمو الخلايا السرطانية. يقوم ميتالوبروتياز المادة الخلالية أيضاً بتحليل النسيج خارج الخلية حتى يعطي مساحة لنمو الأوعية الدموية لتصل إلى الورم، ولهجرة الخلايا السرطانية، وليستمر الورم في الانتشار.

### الآلِية وَرَاءَ تَكَوُّنِ النَّسِيجِ اللِّيفِي
يُعْتقد أن هناك عدة أسباب وراء تكون النسيج الليفي. ففي فرضية ردة الفعل السدوية، تسبب الخلايا السرطانية تزايدآً في الخلايا الليفية اليافعة وبالتالي إفراز الكولاجين. ويتشابه هذا الكولاجين المفرز مع الكولاجين في تكوين الندبات – فيعمل كسقالة لارتشاح الخلايا إلى موقع الإصابة. بالإضافة إلى ذلك، تفرز الخلايا السرطانية إنزيمات محللة للنسيج حتى تدمر النسيج خارج الخلية للأنسجة الطبيعية معززة نمو الورم وغَزْوانِيَّته. عادة ما تملك الأورام المرتبطة بردة الفعل السدوية توقعاً مرضياً ضعيفاً.
تدَّعي فرضية التغيرات السدوية الناتجة عن الورم أنَّه يمكن لخلايا السرطان أن تعيد التفريق لتصبح خلايا ليفية يافعة فتستيع بذاتها إفراز المزيد من الكولاجين. تم ملاحظة ذلك في سرطان الجلد الصلد، حيث خلايا السرطان ليفية في النمط الظاهري وتبين بشكل إيجابي الجينات المرتبطة مع إنتاج  النسيج خارج الخلية. ومع ذلك، فإنَّ تكون النسيج الليفي الحميد لا يظهر إعادة التفريق في خلايا الورم.

### خَصَائِص اسْتِجَابَة تَكَوُّن النَّسيجِ اللِّيفِيّ السَّدَوِيَة
تمتاز الاستجابة الصلدة بخلايا سدوية كبيرة مع زيادة في الألياف خارج الخلية وبشكل 	كِيمْيائِيٌّ هيستولوجيٌّ مَناعِيّ عن طريق تحويل الخلايا الأَرومَة اللِّيفِيَّة النوع إلى خلايا أَرومَة لِيفِيَّة عَضَلِيَّة النمط الظاهري. تختلف الخلايا الأَرومَة اللِيفِيَّة العَضَلِيَّة عن الخلايا الأَرومَة اللِّيفِيَّة بوجود تلوين إيجابي من أكتين العضلات الملساء. بالإضافة إلى ذلك، فإن الزيادة في مجموع الكولاجين الليفي، والفِبرونِيكتين (بروتين لاصق للخلايا)، والبروتيوغلَيكان، وtenascin C تعتبر صفات مميزة لاستجابة الأنسجة الصلدة في عدة أنواع من السرطان. يشير إظهار خلايا سرطان الثدي لtenascin C، سماح انتشار الورم للرئة وإظهار tenascin C من قبل خلايا الورم السدوية المجاورة. إلى جانب ذلك، يوجد tenascin C أيضا بنسبة كبيرة في النسيج الليفي لورم البنكرياس.

#### التمييز بين الندبات
في حين أنَّ الندبات مرتبطة بالاستجابة الصلدة لأنواع كثيرة من السرطان، إلا أنَّه ليست جميع الندبات مرتبطة بأورام خبيثة. عادة ما تكون الندبات الناضجة، سميكة وحزم الكولاجين فيها مرتبة أفقيا مع تباعد خلوي، وأوعية دموية عامودية، وبدون أطراف (لواحق). فيختلف هذا عن تكون النسيج الليفي في تنظيم النسيج، والأطراف (اللواحق)، واتجاه الأوعية الدموية. يصعب تمييز الندبات الغير ناضجة بسبب نشأتها الوَرَمِيّة. تكون هذه الندبات كثيرة الخلايا مع أَرومَات لِيفِيَّة، وأرومَات لِيفِيَّة عَضَلِيَّة، وبعض الخلايا المناعية. يمكن تفريق الندبات الغير ناضجة من تكون النسيج الليفي عن طريق التلوين الكِيمْيائِيٌّ الهيستولوجيٌّ المَناعِيّ لخزعة الورم التي ستبين نوع وتنظيم الخلايا الموجودة وستبين أيضا إذا حصلت صدمة حديثة على النسيج. 

## أمثلة على تكون النسيج الليفي

### أمثلة لحالات حميدة
1. وَحْمَةٌ صَلْدَة ميلانينيَّةُ الخلايا
2. وَحْمَةٌ سبيتزالصَلْدَة
3. وَحْمَةٌ زرقاء خلوية صَلْدَة
4. وَحْمَةٌ صلدة عَديمُة الشَّعْر نَاقصة التَّصَبُّغ
5. وَرَم ظِهاري شَعْرِي صلد
6. وَرَم غِمْد جَذْر الشَّعر الصلد
7. وَرَم القُمْع الجُرَيبِي الصلد
8. وَرَمٌ لِيفِيٌّ جِلْدِيّ متصلب صلد
9. وَرَمٌ أَرومِيٌّ لِيفِيّ صلد
10. cellular neurothekeoma
11. Sclerosing perineurioma
12. وَرَمٌ وِعائِيّ ذا أوردة صغيرة
13. ندبات غير ناضجة

### أمثلة لحالات خبيثة
1. ورم ميلانيني صلد
2. سرطانة حرشفية الخلايا صلدة
3. سرطان الخلايا القاعدية المصلب
4. Microcystic adnexal carcinoma
5. ساركومةٌ عَضَلِيَّةٌ مَلْسَاء جلدية
6. نَقيلَة جلدية

### سرطان البروستات
يمتاز سدى البروستات بأنه عضلي. فبسبب هذه العَضالَة، يصعب كشف تغير النَّمَطِ الظَّاهِرِيّ 	الأَرومَي اللِّيفِيَّ العَضَلِيَّ الدال علی السدى التفاعلي عند فحص الشرائح البَاثُولُوجِيّة للمرضی. يعتبر تشخيص الأرومة التفاعلية المرتبطة بسرطان البروستات ذا توقع مرضي ضعيف.

### سرطان الثدي
الاستعلان السريري لكتلة في الثدي يعتبر بشكل هيستولوجيّ ورماً كولاجينياً أو استجابة صلدة ناتجة عن الأرومَات اللِيفِيَّة العَضَلِيَّة لسدى الورم. من الآليات المقترحة لتفعيل الأرومَات اللِيفِيَّة العَضَلِيَّة، عن طريق إشارة السِيتوكين المناعي، إصابة الأوعية الدقيقة، أو إشارة النَظيرالصَّمَّاوِي من خلايا الورم.